# Payera bakeriana
Payera bakeriana là một loài thực vật có hoa trong họ Thiến thảo. Loài này được (Homolle) Buchner & Puff mô tả khoa học đầu tiên năm 1993.